# Åse Kristin Ask Bakke
Åse Kristin Ask Bakke (* 30. Mai 1996) ist eine norwegische Politikerin der sozialdemokratischen Arbeiderpartiet (Ap). Seit 2021 ist sie Abgeordnete im Storting.

## Leben
Bakke ist ausgebildete Krankenpflegerin. Als solche arbeitete sie in einer 33-Prozent-Stelle in der Kommune Ålesund. Von 2015 bis 2019 war sie Mitglied im Kommunalparlament der damaligen Kommune Sandøy. Dort wurde sie im Alter von 19 Jahren stellvertretende Bürgermeisterin. Ab 2019 saß sie im Kommunalparlament von Ålesund.
Bakke zog bei der Parlamentswahl 2021 erstmals in das norwegische Nationalparlament Storting ein. Dort vertritt sie den Wahlkreis Møre og Romsdal und wurde Mitglied im Familien- und Kulturausschuss. Zudem wurde sie als Sekretärin in die Parlamentspräsidentschaft gewählt. Bei ihrem Einzug wurde sie mit 25 Jahren die jüngste direkt in das Parlament gewählte Abgeordnete der Legislaturperiode. Im April 2024 wurde sie Mitglied im Fraktionsvorstand der Arbeiderpartiet.